# Dicranomyia (Dicranomyia) jujuyensis
Dicranomyia (Dicranomyia) jujuyensis is een tweevleugelige uit de familie steltmuggen (Limoniidae). De soort komt voor in het Neotropisch gebied.